# Desmeocraerula
Desmeocraerula is een geslacht van vlinders van de familie tandvlinders (Notodontidae), uit de onderfamilie Notodontinae.

## Soorten
- D. angulata Gaede, 1928
- D. basimacula Kiriakoff, 1954
- D. conspicuana Kiriakoff, 1968
- D. inconspicuana Strand, 1912
- D. pallida Kiriakoff, 1963
- D. senicula Kiriakoff, 1963
- D. subangulata Kiriakoff, 1968
- D. viridipicta Kiriakoff, 1963